# Адамец, Йозеф
Йо́зеф А́дамец (словац. Jozef Adamec; 26 февраля 1942, Врбове, Трнавский край — 24 декабря 2018, Трнава) — словацкий футболист, нападающий, и тренер.

## Карьера
Большую часть карьеры игрока Йозеф провёл в «Спартаке» из Трнавы (1959-61, 1963-64, 1966-76). Во время службы в армии, находился в составе пражской «Дуклы» (1961-63), также провёл один год с «Слованом» из Братиславы (1964-65) и завершал карьеру игрока в венском «Словане» (1977-80).
Всего в Чехословацкой лиге он сыграл 383 матчей и забил 170 мячей, что является 10-м результатом в списке бомбардиров лиги за всю историю. За сборную Чехословакии провёл 44 матча и забил 14 голов. Он был участником чемпионата мира 1962 года в Чили и чемпионата мира 1970 года в Мексике.
23 июня 1968 года в Братиславе оформил хет-трик против сборной Бразилии в матче Чехословакия — Бразилия 3:2 (1:1).
После завершении карьеры игрока Адамец начал карьеру тренера. Работал в качестве ассистента в «Спартаке» из Трнавы. Позже он тренировал «Дуклу» (Банска-Бистрица), «Татран», «Спартак» (Трнава), «Слован» (Братислава) и «Интер» (Братислава). С 1999 по 2001 года тренировал национальную сборную Словакии.
Умер 24 декабря 2018 года в возрасте 76 лет.